# Računalništvo v oblaku
Računalništvo v oblaku ali oblakovno računalništvo (angleško cloud computing) je slog računalništva, pri katerem so dinamično razširljiva in pogosto virtualizirana računalniška sredstva na voljo kot storitev preko interneta. 
Koncept računalništva v oblaku se je prvič pojavil v sedemdesetih letih. Telekomunikacijska podjetja so začela v devetdesetih letih ponujati povezave v privatna virtualna omrežja, največji svetovni ponudnik računalniške infrastrukture je SoftLayer . Računalništvo v oblaku dandanes uporablja že skoraj vsak uporabnik interneta.
Zanj je značilna avtomatizacija, samopostrežnost in elastičnost zagotavljana virov. Računalništvo v oblaku je povezano s koncepti storitveno usmerjene arhitekture (SOA), mrežnega računalništva in virtualizacijo.  V praksi se računalništvo v oblaku najpogosteje uporablja v obliki spletne pošte in družbenih omrežjih. 
V osnovi koncept računalništva v oblaku združuje pojme:
- programska oprema kot storitev (software as a service - SaaS)
- platforma kot storitev (platform as a service - PaaS)
- infrastruktura kot storitev (infrastructure as a service - IaaS);

Ponudniki storitve nudijo v obliki brezplačnih ali plačljivih platform. Med ponudnike prosto dostopnih sodijo npr. Amazon, Google, Apple. Plačljive in zmogljivejše platforme pa nudijo npr. IBM, Microsoft Azure.

## Postavitveni modeli

### Zasebni oblak
Privatni oblak je rešitev, ki je primerna za posamezno organizacijo, ki si želi imeti svoj (lasten) oblak. Vire za oblak lahko zagotavlja podjetje samo ali pa zunanji ponudnik. S privatnim oblakom je mogoče izkoristiti številne prednosti javnega računalništva v oblaku, vključno s samopostrežbo storitev, razširljivostjo in elastičnostjo, hkrati pa zagotavlja dodaten nadzor in možnosti prilagajanja. Nahaja se znotraj podjetja. 

#### Lastnosti
- Namenjen samo organizaciji.
- Lahko ga upravlja zunanji izvajalec, lahko je fizično na lokaciji organizacije ali pa ne.

#### Prednosti[5]
- Boljši nadzor podatkov, uporabnikov in informacijskih sredstev.
- Oblak je na voljo točno določenemu uporabniku.
- Preprosta vzpostavitev sistema.

#### Slabosti[5]
- Cena strojne opreme je lahko zelo draga.
- Potrebne nadgradnje.
- Omejen podatkovni prostor.

### Javni oblak
Strategija javnega oblaka za organizacijo  pomeni premik določene storitve ali aplikacije izven podjetja, tako da se storitve dobavijo in v celoti urejajo s strani tretje osebe, kot je e-pošta ali e-poštno filtriranje. V tem primeru se lahko podjetje odloči, da ne želi porabljati denarja ali časa za izvajanje in upravljanje teh okolij in se namesto tega odloči plačati takso na uporabnika oziroma za najem že vzpostavljene platforme pri ponudniku. Ta scenarij je na splošno opredeljen kot javna rešitev v oblaku in pomeni, da organizaciji ni treba skrbeti za strojno ali programsko opremo, potrebno za opravljanje storitve. 

#### Lastnosti
- Dostopen javnosti ali veliki industrijski skupini.
- Lastnik je ponudnik.

#### Prednosti[5]
- Dostopni kot storitev.
- Cenovno ugoden ali brezplačen.
- Ponudnik skrbi za vzdrževanje in delovanje strojne opreme.

#### Slabosti[5]
- Vprašanje varnosti in zasebnosti - manjši nadzor.
- Večje število uporabnikov.
- Prilagajanje strojne opreme ali storitve ni mogoče.

### Oblak skupnosti
Je oblika oblaka, ki si ga deli več organizacij s podobnimi interesi/cilji.

### Hibridni oblak
Gre za kombinacijo zasebnega in javnega oblaka. Notranji viri ostanejo pod nadzorom kupca oz. odjemalca, zunanje vire pa priskrbi ponudnik storitev v oblaku. Občutljivi podatki so varno shranjeni pri odjemalcu, hkrati je podjetju na voljo skoraj neomejena skalabilnost javnega oblaka. Na ta način podjetja lahko rešijo nekaj problemov, ki zadevajo varnost in hkrati izkoriščajo prednosti javnega oblaka. 

#### Lastnosti
- Množica dveh ali več vrst oblakov.
- Ostanejo samostojne enote.
- So povezani s standardno ali lastniško tehnologijo, ki omogoča prenosljivost podatkov in aplikacij.

#### Prednosti[7]
- Hiter prenos podatkov.
- Izboljšana varnost.
- Ugodna cena na daljši rok.

#### Slabosti[7]
- Dosegljivost storitve.
- Prilagajanje strojne opreme.
- Zahtevna postavitev.

## Prednosti in slabosti
Oblak je prinesel in bo prinesel še obilo novosti na področju informacijskih tehnologij. Novosti pa so vedno za nekaj dobre in za nekaj slabe. 

### Prednosti
Uporabnik lahko najame storitev glede na trenutne potrebe (tudi nepričakovane). Programska oprema se vseskozi posodablja. Ko kapacitete ne potrebuje, jo preprosto sprosti - ker vse poteka dinamično strežnika ni potrebno ponovno zagnati. Računalništvo v oblaku predstavlja veliko prednost za manjša podjetja, ki nimajo lastne računalniške infrastrukture. Veliko cenejši dostop do računalniških storitev, dobra strojna oprema ni potrebna. Potrebuje se le spletni brskalnik ali nekaj s podobnim delovanjem (Dostop do podatkov od koderkoli). 

### Slabosti
Če želimo dostopati do te programske opreme potrebujemo internet. Ne deluje dobro na počasnih internetnih povezavah. Nekatere storitve v oblaku imajo manj funkcij kot namizne. Pojavlja se tudi vprašanje varnosti in zasebnosti pri uporabi.